# رپید سیتی (داکوتای جنوبی)
رپید سیتی(به انگلیسی: Rapid City) شهری در ایالت داکوتای جنوبی کشور ایالات متحده آمریکا است که جمعیت آن در سرشماری سال ۲۰۱۰ میلادی، ۶۷٬۹۵۶ نفر بوده‌است.